# Xaloztoc
Xaloztoc è un comune del Messico, situato nello stato di Tlaxcala, il cui capoluogo è la località di  San Cosme Xaloztoc.